# Am Webstuhl der Zeit
Am Webstuhl der Zeit è un film muto del 1921 diretto da Holger-Madsen sotto la supervisione di Joe May. È conosciuto anche con il titolo lungo Am Webstuhl der Zeit. Dramatisches Zeitbild aus schweren Tagen in 6 Teilen.

## Produzione
Il film fu prodotto dalla May-Film GmbH (Berlin). Durante il riprese, ebbe il titolo di lavorazione Laboremus

## Distribuzione
Con il visto di censura B.01987 del 25 aprile 1921, il film fu vietato alla visione dei minori. Fu presentato in prima al Tauentzien-Palast di Berlino il 20 maggio 1921. In Finlandia, uscì il 3 aprile 1922.